# Flå
Flå is een gemeente in de Noorse provincie Buskerud. De gemeente telde 1081 inwoners in januari 2017.

## Plaatsen in de gemeente
- Flå
- Gulsvik
- Stavn
- Sørbygdi

## Geboren
- Per Borten (1913 - 2005), politicus

Ål · Drammen · Flå · Flesberg · Gol · Hemsedal · Hol · Hole · Kongsberg · Krødsherad · Lier · Modum · Nesbyen · Nore og Uvdal · Øvre Eiker · Ringerike · Rollag · Sigdal

Voormalige gemeente: Hurum · Nedre Eiker · Røyken